# Întâlnire cu vechi prieteni
Întâlnire cu vechi prieteni este un film românesc din 1971 regizat de Mirel Ilieșiu.